# Lo que un hombre debería saber
Lo que un hombre debería saber è un singolo del gruppo musicale statunitense Ha*Ash, pubblicato il 17 marzo 2022 come primo singolo dal sesto album in studio Haashtag.

## La canzone
La traccia, è stata scritta da Ashley Grace, Hanna Nicole, Alejandra Zéguer, Pablo Preciado.

## Video musicale
Il videoclip, diretto da Pablo Croce, è stato girato nel 2022. È stato pubblicato su YouTube il 17 marzo 2022.

## Tracce
Download digitale
1. Lo que un hombre debería saber (Ashley Grace, Alejandra Zéguer, Pablo Preciado)

## Formazione
- Ashley Grace - voce
- Hanna Nicole - voce
- Jean Rodríguez - voci di sottofondo
- Pete Wallace - pianoforte
- Camilo Velandia - chitarra, basso elettrico
- Pablo De La Loza - basso elettrico
- Lee Levin - batteria
- Matt Calderín - batteria
- George Noriega - produzione, programmazione, ingegneria di registrazione
- Jean Rodríguez - produzione, ingegneria di registrazione
- Pablo De La Loza - programmazione, ingegneria
- Mike Fuller - mastering
- Javier Garza - missaggio
- Camilo Velandia - ingegneria di registrazione
- Lee Levin - ingegneria di registrazione